# Пиккард, Гринлиф Уиттер
Гринлиф Уиттер Пиккард (14 февраля 1877, Портленд — 8 января 1956, Ньютон) — американский радиоинженер, один из изобретателей кристаллического детектора. Второй президент Институтa радиоинженеров (IRE), предшественника IEEE. Награждён Медалью почёта IEEE (1926), Медалью Армстронга (1941).

## Биография
Гринлиф Уиттер Пиккард получил имя в честь своего двоюродного дяди Джона Гринлифа Уиттьера, известного американского поэта и аболициониста.
Гринлиф Пиккард учился на факультете искусств и наук Гарвардского университета, а также посещал лекции в Массачусетском технологическом институте.
В 1899 году он получил грант Смитсоновского института для проведения исследований в области беспроводных технологий на базе метеорологической обсерватории Blue Hill в Милтоне (штат Массачусетс).
В 1901 году, сотрудничая с Американской телефонной и телеграфной компанией (прародителем транснационального конгломерата AT&T), он устанавливал радиоаппаратуру для передачи радиопрограммы о регате «Кубок Америки». С 1902 года он начал работать в этой компании, где проводил исследования в области беспроводной телефонии, имея возможность наблюдать за некоторыми экспериментами Режинальда Фессендена по использованию генератора переменного тока (альтернатора Александерсона) в качестве радиопередатчика.
Пиккард проверил большое количество минералов в попытке найти наиболее эффективный контактный детектор радиоволн. В результате в 1906 году Гринлиф Пиккард получил патент на изобретение кристаллического детектора. В том же году он уволился из AT&T и в 1907 году вместе со своими ассистентами создал компанию Wireless Specialty Apparatus Company для продвижения на рынке запатентованных им детекторов, один из которых назывался Периконом (аббревиатура от «Perfect Pickard contact»).
В октябре 1925 года была опубликована статья Пиккарда, в которой сообщалось о создании им сети радиостанций, размещённых в точках с разными географическими координатами и излучавших непрерывные радиосигналы в частотном диапазоне 57 кГц — 4 МГц, для исследования влияния солнечного затмения 24 января 1925 года на приём радиосигналов.
В 1930-х годах Пиккард был консультантом RCA.
В июле 1931 года Пиккард опубликовал статью о влиянии метеорных потоков на распространение радиоволн.
В 1913 году Гринлиф Пиккард являлся президентом Института радиоинженеров (IRE).
В 1926 году «за вклад в развитие области кристаллических детекторов, рамочных антенн, исследования распространения радиоволн и влияния на них атмосферных помех» Гринлиф Пиккард был награждён Медалью почета IRE, а в 1941 году — Медалью Армстронга.